# سيرجي سبيفاك
سيرجي سبيفاك (بالروسية: Serghei Spivac؛ مواليد 24 يناير 1995) هو مُقاتل فنون قتالية مختلطة مولدوفي.

## وصلات خارجية
- سيرجي سبيفاك على موقع يو إف سي (الإنجليزية)
- سيرجي سبيفاك على موقع شيردوغ (الإنجليزية)
- سيرجي سبيفاك على موقع Tapology.com (الإنجليزية)